# Dieter Wellershoff
Dieter Wellershoff (Neuss, 1925. november 3. – Köln, 2018. június 15.) német író, irodalmi szerkesztő, forgatókönyvíró.

## Magyarul megjelent művei
- Mindenki részt vehet (Einladung an alle); ford. Bor Ambrus; Magvető, Bp., 1974 (Kiepenheuer & Witsch, Köln, 1972)
- A félarcú asszony; ford. Halasi Zoltán; Európa, Bp., 1999 (három német író egy-egy kisregénye)
- A szerelmi vágy (Der Liebeswunsch); ford. Lendvay Katalin; Európa, Bp., 2003 (Köln, 2000)

## Díjai
- Heinrich Böll-díj (1988)
- Joseph Breitbach-díj (2001)
- Friedrich Hölderlin-díj (2001)
- Ernst Robert Curtius-díj (2005)